# Lablab purpurový

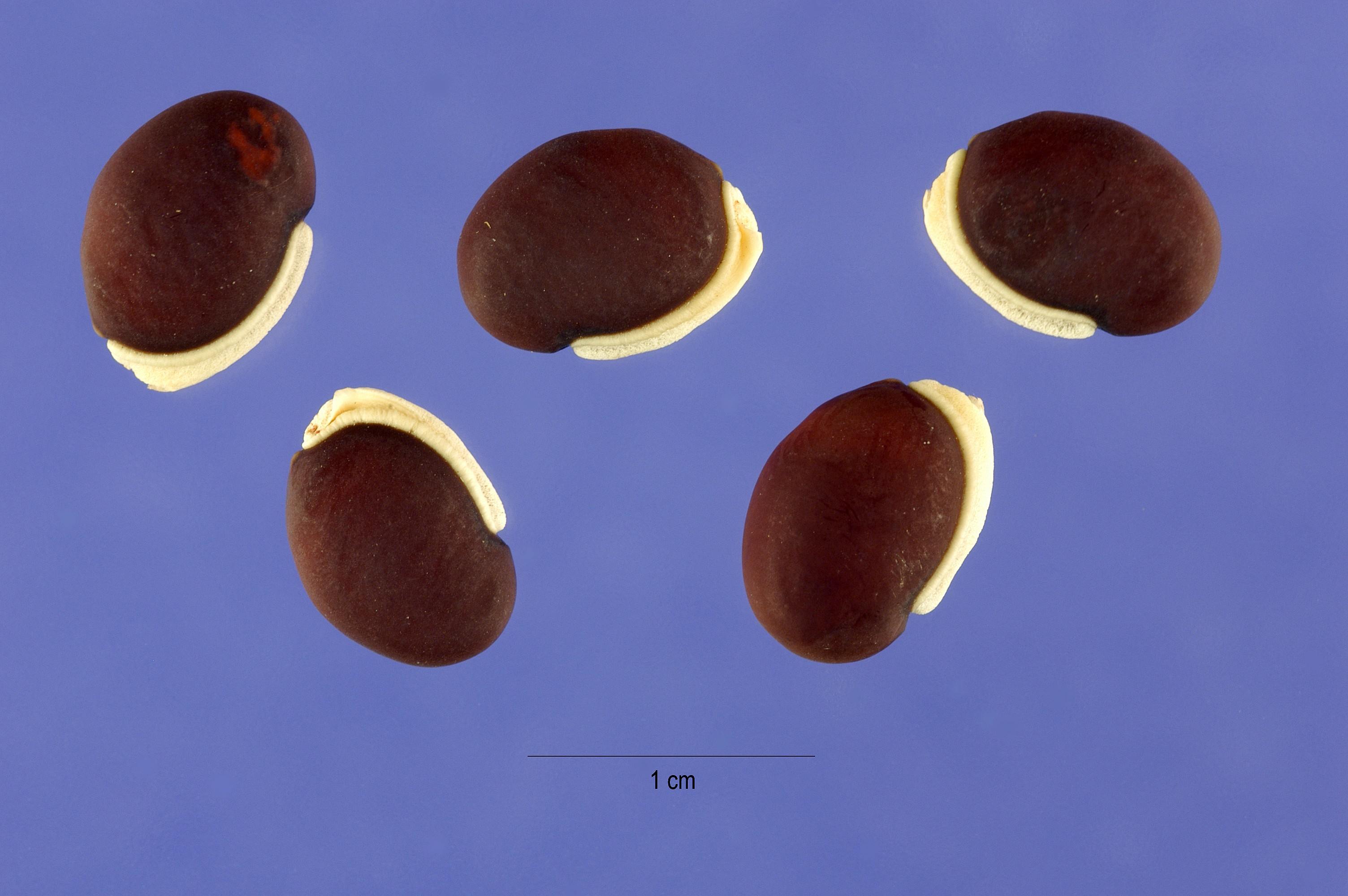
Semena lablabu

Lablab purpurový (Lablab purpureus), někdy uváděný také jako dlouhatec lablab, je jediný druh rodu lablab rostlin z čeledi bobovitých. Je to popínavá rostlina podobná fazolu, pocházející z tropické Afriky. Pěstuje se v tropech celého světa jako luštěnina a zelenina.

## Popis
Lablab purpurový je vytrvalá popínavá nebo vzpřímeně rostoucí bylina s trojčetnými složenými listy. Lístky jsou trojúhelníkovité, až 15 cm dlouhé, celokrajné. Palisty jsou kopinaté, vytrvalé. Lodyha je až 6 metrů dlouhá a bývá zbarvená obsahem anthokyanů do červena. Květy jsou uspořádány ve vzpřímeném úžlabním hroznu a mají charakteristickou stavbu květů bobovitých. Kalich je dvoupyský, horní pysk je celistvý, dolní trojlaločný. Koruna je bílá až purpurová. Pavéza je okrouhlá, při bázi ouškatá, křídla jsou široce kopinatá, člunek je zahnutý do pravého úhlu. Tyčinky jsou dvoubratré. Lusky jsou protáhlé, zploštělé a zahnuté, až 15 cm dlouhé a obsahují 2 až 5 semen. Semena jsou poněkud zploštělá a mají nápadný vypouklý bílý pupek. Mohou být různě skvrnitá, častěji jsou však jednobarevná.

## Rozšíření
Lablab pochází pravděpodobně z tropické východní Afriky. V současné době je pěstován jako užitková rostlina v tropech celého světa.

## Taxonomie
Lablab purpureus bývá někdy řazen do rodu Dolichos jako Dolichos lablab. Současná taxonomie ovšem upřednostňuje zařazení tohoto druhu do samostatného rodu.
V některých zdrojích lze nalézt uveden ještě další druh rodu: Lablab prostrata R.Br., aniž by ovšem bylo lze dohledat jakékoliv další informace včetně roku uveřejnění jména.

## Obsahové látky
Semena lablabu obsahují uhlovodíky, bílkoviny, tuky, aminokyseliny (tryptofan, arginin, tyrosin), vitamíny A, B1, B2 a C a kyanogenní glykosidy.

## Význam
Lablab je pěstován v tropech celého světa a částečně i v subtropech jako luštěnina, zelenina, krmivo nebo zelené hnojení. Zralá semena obsahují jedovaté kyanogenní glykosidy a jedlá jsou až po tepelné úpravě. Zelené lusky se podobně jako u fazolí konzumují jako zelenina. V čínské medicíně jsou semena lablabu používána při průjmech, nechutenství a zvracení.
V českých květinářstvích a obchodech se semeny lze občas semena lablabu zakoupit.